# Gonghe (Hainan)

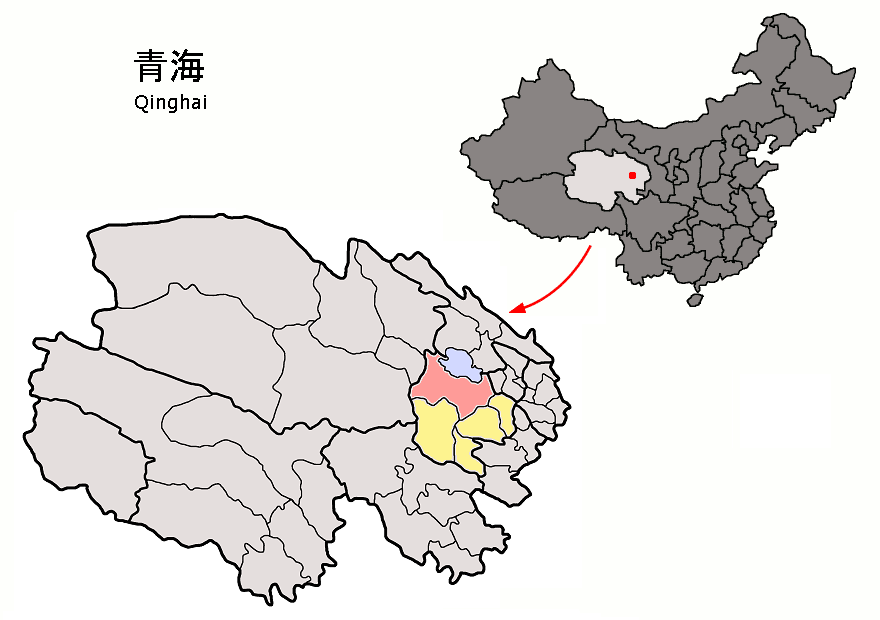
Lage des Kreises Gonghe (rosa) im Autonomen Bezirk Hainan der Tibeter (gelb) in Qinghai

Der Kreis Gonghe (Chabcha) (tib. chab cha; chin. 共和县; Pinyin: Gònghé Xiàn) gehört zum Autonomen Bezirk Hainan der Tibeter in der chinesischen Provinz Qinghai. Die Fläche beträgt 16.594 Quadratkilometer und die Einwohnerzahl 133.409 (Stand: Zensus 2020). 1999 zählte Gonghe 124.518 Einwohner. Sein Hauptort ist die Großgemeinde Qabqa (恰卜恰镇).

## Administrative Gliederung
Auf Gemeindeebene setzt sich der Kreis aus fünf Großgemeinden und sechs Gemeinden zusammen. Diese sind (Pinyin/chin.):
- Großgemeinde Qiabuqia 恰卜恰镇
- Großgemeinde Daotanghe 倒淌河镇
- Großgemeinde Longyangxia 龙羊峡镇
- Großgemeinde Tanggemu 塘格木镇
- Großgemeinde Shigahai 石乃亥镇

- Gemeinde Tiegai 铁盖乡
- Gemeinde Niandi 廿地乡
- Gemeinde Heimahe 黑马河乡
- Gemeinde Shazhuyu 沙珠玉乡
- Gemeinde Jiangxigou 江西沟乡
- Gemeinde Qieji 切吉乡

## Ethnische Gliederung der Bevölkerung (2000)
Beim Zensus im Jahr 2000 hatte Gonghe 111.974 Einwohner.
| Name des Volkes | Einwohner | Anteil  |
| --------------- | --------- | ------- |
| Tibeter         | 66.002    | 58,94 % |
| Han             | 35.705    | 31,89 % |
| Hui             | 6.271     | 5,6 %   |
| Mongolen        | 1.913     | 1,71 %  |
| Tu              | 1.302     | 1,16 %  |
| Salar           | 464       | 0,41 %  |
| Manju           | 126       | 0,11 %  |
| Dongxiang       | 110       | 0,1 %   |
| Zhuang          | 17        | 0,02 %  |
| Tujia           | 11        | 0,01 %  |
| Uiguren         | 9         | 0,01 %  |
| Sonstige        | 44        | 0,04 %  |